# Dinu Negreanu
Dinu Negreanu (n. 18 noiembrie 1917, Tecuci, Tecuci, România – d. 14 noiembrie 2001, San Diego, California, SUA) a fost un regizor român.

## Biografie
După o specializare la Moscova, vine în cinema cu un spirit al gândirii severe, partinice, comuniste, fiind un om extrem de sincer în demersul său ideologic.
În anii 1950 a fost vicepreședinte al Comitetului Cinematografiei.
Într-o ședință a Sectorului de Artă și Cinematografie din cadrul SSC din mai 1956 s-a stabilit trimiterea în străinătate a unor regizori români pentru perioade mai lungi (de 5-6 luni) în vederea specializării acestora. Demersurile lui Dinu Negreanu de a fi și el trimis în străinătate s-au lovit de opoziția lui George Macovescu care afirma că: „Am avut o lungă discuție cu regizorul Dinu Negreanu. Omul se încăpățânează să creadă că are talent. Și... nu are. Se crede persecutat. Și... nu e. Are 41 de ani, a stricat cinci filme și vrea să fie trimis la Paris să învețe... Să învețe ce? Cum să strice și alte filme”.
Regizorul Dinu Negreanu a lucrat la Teatrul  Bulandra mai bine de 20 de ani, din 1947  până în 1968 când a emigrat în Statele Unite.  În această perioadă a montat aici paisprezece spectacole, în trei dintre ele distribuindu-l pe Octavian Cotescu.

## Premii
- Premiul de Stat al Republicii Populare Române pentru lucrările de o deosebită valoare efectuate în anul 1949 în domeniul Regiei și execuției Teatrale, clasa I-a (8 martie 1951), „pentru punerea în scenă și interpretarea piesei «Undeva într’o țară» de N. Virta”[4]

## Distincții
- Ordinul Steaua Republicii Populare Romîne clasa a III-a (26 august 1954) „pentru merite deosebite în realizarea filmelor «Nepoții Gornistului» și «Răsare soarele» (Nepoții Gornistului seria a II-a)”[5]

## Filmografie
- Viața învinge (1951)
- Nepoții gornistului (1953)
- Răsare soarele (1954)
- Alarmă în munți (1955)
- Pasărea furtunii (1957)

## Legături externe
- Dinu Negreanu la CineMagia.ro
- Dinu Negreanu la IMDB.com